# 368
368 (CCCLXVIII) var ett skottår som började en tisdag i den julianska kalendern.

## Händelser

### Okänt datum
- Valentinianus I, som har sitt läger i Trier, besegrar alemannerna vid Rhengränsen.
- En jordbävning drabbar Nicaea.
- Flavius Theodosius ankommer till Britannien och krossar den stora konspirationen.